# Esmail Qaʾani

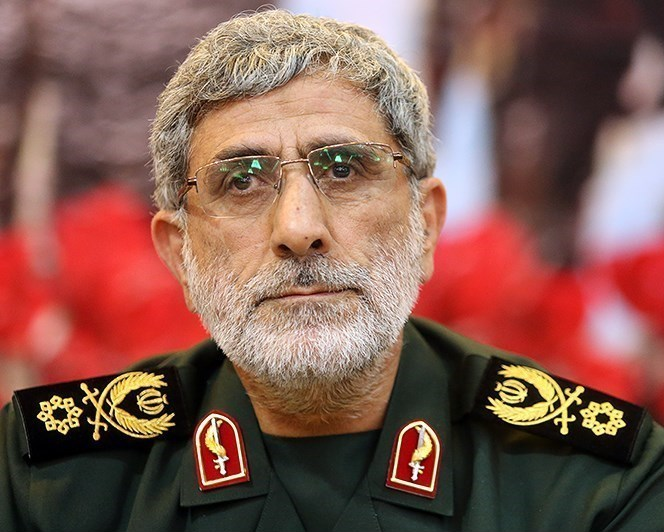
Esmail Qaʾani (2020)

Esmail Qaʾani (persisch اسماعیل قاآنی, DMG Esmāʾil Qāʾānī), auch Esmail/Ismail Ghaani/Gha'ani/Qaani/Qa'ani, (* 8. August 1957 in Maschhad, Iran) ist ein iranischer Generalmajor der iranischen Revolutionsgarde (IRGC) und Kommandeur der Quds-Brigaden.

## Militärische Karriere
Qaʾani erhielt seine militärische Ausbildung an der Imam Ali Offiziersakademie in Teheran, die er 1981 abschloss. Anschließend wurde er im Kampf des Regimes gegen die iranisch-kurdische Minderheit eingesetzt. Während des ersten Golfkriegs lernte er Qasem Soleimani kennen und leitete die 5. Nasr-Brigade und die 21. Imam-Reza-Brigade im Kampf gegen die Truppen von Saddam Hussein.
Nachdem 1997 Qasem Soleimani durch Yahya Rahim Safavi zum Befehlshaber der Quds-Brigaden ernannt worden war, wurde Qaʾani sein Stellvertreter. Qaʾani überwachte die finanziellen Auszahlungen an paramilitärische Gruppen, darunter die Hisbollah und eine Waffensendung für Gambia, die im Oktober 2010 in Nigeria abgefangen wurde. Im März 2012 wurde Qaʾani vom Office of Foreign Assets Control des US-Finanzministeriums in die Liste der Specially Designated Nationals and Blocked Persons aufgenommen.
Nachdem Qasem Soleimani durch einen US-Drohnenangriff in der Nähe des Flughafens Bagdad getötet worden war, beförderte der iranische Führer Ali Chamenei im Januar 2020 Qaʾani zum Kommandeur der Quds-Brigaden.
Einem Bericht der New York Times zufolge wurde Qaani am 13. Juni 2025 während der ersten Angriffswelle im Rahmen des Israelisch-iranischen Krieges durch die israelische Luftwaffe getötet.

## Äußerungen im syrischen und irakischen Bürgerkrieg
Am 25. Mai 2012 starben bei dem Massaker von Hula 108 Menschen. Die Ermittler der Vereinten Nationen kamen zu dem Schluss, dass dafür die Schabiha-Milizen verantwortlich seien. Am 27. Mai gab Qaʾani der Iranian Students News Agency (ISNA) ein Interview mit den Worten: „Dank der Präsenz des Iran in Syrien – physisch und nicht physisch – wurden große Massaker verhindert […] wenn die Islamische Republik (Iran) nicht in Syrien gewesen wäre – das Massaker an seinem Volk hätte sich vervielfacht.“ Das Interview wurde innerhalb weniger Stunden von der Website der ISNA gelöscht, Kopien blieben jedoch bei anderen Nachrichtenagenturen. Laut Meir Javedanfar, einem iranisch-israelischen Experten für den Nahen Osten, war Qaʾanis Aussage „das erste Mal, dass ein hoher Offizier der IRGC zugab, dass die Quds-Truppe in Syrien operiert“.
Bei einer Feier zum Gedenken an Märtyrer am 5. Juli 2017 machte er geltend, dass die USA vergeblich 6 Billionen US-Dollar für den Irak und Afghanistan ausgegeben hätten, um den Iran anzugreifen. Er sagte auch: „Amerika hat mehr Verluste von uns erlitten, als wir Verluste von ihnen erlitten haben.“
Am 13. Oktober 2017 lehnte US-Präsident Donald Trump die Atomabkommen mit dem Iran, das Joint Comprehensive Plan of Action (JCPOA) ab. Trump kündigte auch neue Sanktionen gegen die Iranische Revolutionsgarde an. Qaʾani antwortete: „Wir sind kein kriegstreibendes Land. Aber jede militärische Aktion gegen den Iran wird bedauert werden […] Trumps Drohungen gegen den Iran werden Amerika Schaden zufügen […] Wir haben viele […] wie Trump begraben und wissen, wie man gegen Amerika kämpft.“
Ende September / Anfang Oktober 2024, inmitten israelischer Angriffe auf die Hisbollah, reiste Qaʾani in den Libanon, nachdem die Hisbollah um Beistand aus Iran gebeten hatte und ihr Anführer Hassan Nasrallah am 27. September getötet worden war. Qaʾani war zuletzt am 29. September öffentlich im Iran in Erscheinung getreten. Anfang Oktober berichteten hochrangige iranische Sicherheitsbeamte, dass der Kontakt zu Qaʾani nach einem israelischen Luftangriff am 3. Oktober auf Dahieh, wo sich Qaʾani befunden haben soll und wo Qaʾani Hisbollah-Kommandeure wie Haschem Safi al-Din treffen wollte, abriss.